# ألوها وانديرويل
ألوها وانديرويل (إدرس غالسيا هول، اسم عائلتها قبل الزواج: ويلش، ولدت في 13 أكتوبر عام 1906 توفيت في الرابع من يونيو عام 1996) كانت مستكشفةً أمريكيةً/كندية عالمية ومؤلفة وصانعة أفلام وطيارة. في عشرينيات القرن الماضي، عندما كانت لا تزال مراهقة، سافرت مسافة 380 ألف ميل قاطعةً 80 دولة، لتصبح أول امرأة تبحر حول العالم في سيارة فورد موديل 1918 تي. بدأت رحلتها عندما كانت تبلغ من العمر 16 عامًا فقط. استغرقت الرحلة لتكتمل خمس سنوات بين بين عامي 1922 و1972.

## النشأة
ولدت إدريس غالسيا ويلش في 13 أكتوبر عام 1906 في وينيبج، مانيتوبا لأبوها مارجريت جين هيدلي وروبرت ويلش. عندما تزوجت والدتها من هربرت هول عام 1909، تم تغيير اسمها إلى إدريس هول. كان والدها يعمل متعهدًا ومربي ماشية في جزيرة فانكوفر وعاشت العائلة في باركسفيل ودنكان. في عام 1914 ، في بداية الحرب العالمية الأولى ، انضم زوج والدتها إلى قوات الحملة الكندية وبعد وصوله إلى إنجلترا تم نقله إلى الجيش البريطاني وعين ملازمًا في مشاة لايت دورهام. تبعته العائلة (إدريس، وأختها مارغريت فيرنر «ميكي» هول، ووالدتهما) إلى أوروبا، حيث سافروا إلى كل من إنجلترا وبلجيكا وفرنسا. في يونيو 1917، قُتل هربرت هول خلال معركة في إبرس ببلجيكا.
خلال ذلك الوقت، التحقت إدريس بمدارس داخلية في أوروبا، راهبات البينديكتين للقربان المقدس في كورتريجك في بلجيكا، وشاتو نيوف في نيس.

## مسيرتها المهنية
بدأت إدريس مشوارها المهني عندما التقت برفيق سفرها والتر «كاب» واندرويل في عام 1922. تزوجا عام 1925 وأنجبا طفلين. بينما كانا يسافران حول العالم، كانت ألوها وانديرويل على المسرح تلقي محاضرات في السفر على خلفية فيلم صامت يدعى «سيارة وكاميرا حول العالم». سجل الزوجان أفلامًا حول أسفارهما على شريط أفلام نيترات 35 مم و16 مم وهو الآن معروض في محفوظات مكتبة الكونغرس وأكاديمية فنون وعلوم الصور المتحركة.
كانت وانديرويل قد تقطعت في البرازيل لمدة ستة أسابيع وخلال هذه الفترة عاشت بين شعب بورورو وصنعت أول وثائق الأفلام لهم. في عام 1932، قتل زوجها بالرصاص على يختهما كارما في لونغ بيتش، كاليفورنيا. تزوجت وانديرويل لاحقًا والتر بيكر وواصلت رحلاتها، في نهاية المطاف زارت أكثر من 80 لاد وست قارات، وقطعت بسيارتها مسافة تزيد عن 500 ألف ميل في سيارات فورد.

### رحلة وانديرويل
في عام 1921، كان والتر واندرويل (المولود في بولندا باسم فاليريان يوهانس بيتسنسكي) يتصدر العناوين الرئيسية في عناوين الصحف بعنوان «رهان المليون دولار»، وهو سباق عالمي للقدرة على التحمل بين فريقين يتسابقان بسيارات من نوع فورد موديل تي لكي يرى أي فريق يستطيع أن يزور أغلب البلدان. كان واندرويل قد سجن في الولايات المتحدة خلال الحرب العالمية الأولى للاشتباه في أنه جاسوس ألماني إلا أنه أطلق سراحه في عام 1918. شعر وانديرويل بالحماس بعد اجتماعه مع عصبة الأمم، ونحو عام 1930 شكل منظمته الخاصة «النادي التعليمي للعمل حول العالم».
في عام 1922، عندما كانت في السادسة عشر من عمرها، عمرها، تقدمت إدريس بطلب للحصول على وظيفة ميكانيكي وصانع أفلام حيث كان الفريق يعمل نحو العام 1917 على صناعة سيارات فورد موديل تي إس. الرد على إعلان مكتوب بعنوان «عقول، جمال، وبخاخات - عرض جولة عالمية لشابة محظوظة» أرادت أن تنضم إلى بعثة أسيا، أفريقيا. وقد التقت بـ «الكابتن» واندرويل في باريس وحصلت على مقعد في البعثة. عملت كمترجمة البعثة، سائقة، ومخرجة أفلام، وأخذت لنفسها اسم «ألوها وانديرويل» رغم أن والتر كان لا يزال متزوجًا في ذلك الوقت. سرعان ما أصبحت إدريس وجهًا للبعثة التي سجلت مغامراتها ضمن سلسلة من الأفلام السينمائية حول الترحال.